# Valbjörn Þorláksson
Valbjörn Júlíus Þorláksson (Thorlaksson) (ur. 9 czerwca 1934 w Siglufjörður, zm. 3 grudnia 2009 w Skógar) – islandzki lekkoatleta.

## Kariera
Na początku kariery był piłkarzem i grał w drużynie z rodzinnego miasta. Gdy wraz z rodziną przeprowadził się w 1951 do Keflavík, zaczął grać w tamtejszym ÍBK, lecz niedługo potem (1952) zmienił dyscyplinę na lekkoatletykę.
W 1959 i 1965 został wybrany sportowcem roku na Islandii.

### Mistrzostwa Islandii
W 1955 zadebiutował na mistrzostwach kraju. Wygrał w skoku o tyczce z wynikiem 4,10 m.
W 1956 wystartował w mistrzostwach Islandii, na których zwyciężył w skoku o tyczce z wynikiem 4,10 m.
Dwa lata później ponownie wystąpił na mistrzostwach Islandii. Zajął 1. miejsce na 200 m z czasem 22,9 s i w skoku o tyczce z wynikiem 4,00 m.
W 1959 po raz kolejny wziął udział w krajowych mistrzostwach. Był 2. na 100 m z czasem 10,8 s i 200 m z czasem 23,3 s oraz zwyciężył w rzucie oszczepem z wynikiem 58,16 m.
W 1969 był 4. na 100 m z czasem 11,7 s, 2. na 200 m z czasem 23,5 s, 1. na 110 m ppł z czasem 15,9 s i skoku o tyczce z wynikiem 4,05 m.
W 1970 był 2. na 100 m z czasem 11,1 s, 1. na 110 m ppł z czasem 15,2 s, skoku o tyczce z wynikiem 4,30 m i dziesięcioboju z 3169 pkt, 3. w skoku w dal z wynikiem 6,86 m i 4. w rzucie oszczepem z wynikiem 51,50 m.
W 1972 był 4. na 50 m ppł z czasem 6,1 s i w skoku wzwyż z wynikiem 1,50 m, 1. w skoku w dal z wynikiem 6,64 m i skoku o tyczce z wynikiem 4,30 m.

### Mistrzostwa Islandii weteranów
W 1987 wystąpił na mistrzostwach Islandii weteranów w kat. 50-54 lata. Zwyciężył w skoku o tyczce z wynikiem 3,75 m i rzucie oszczepem z wynikiem 40,14 m.

### Rekordy Islandii w skoku o tyczce
Wielokrotny rekordzista kraju. 19 lipca 1957 pobił rekord Islandii w skoku o tyczce, osiągając wynik 4,40 m. 16 czerwca 1958 poprawił ten rezultat o 2 cm. 30 sierpnia 1959 skoczył 4,45 m ustanawiając kolejny rekord kraju. 13 lipca 1961 poprawił ten rezultat o 2 cm.

### Starty na igrzyskach olimpijskich
Trzykrotnie startował na igrzyskach olimpijskich: w 1960, 1964 i 1968. W Rzymie brał udział w zawodach w skoku o tyczce, natomiast w Tokio i Meksyku – w dziesięcioboju. W 1960 odpadł w kwalifikacjach skoku o tyczce, zajmując 14. miejsce z wynikiem 4,20 m. W 1964 był 12. w dziesięcioboju z rezultatem 7135 punktów. Był chorążym reprezentacji oraz najstarszym Islandczykiem na tych igrzyskach. Cztery lata później nie ukończył zawodów w dziesięcioboju.

### Pozostałe
Uczestniczył w mistrzostwach Europy w dziesięcioboju w 1962 i 1966. W 1966 nie ukończył zawodów z powodu kontuzji, jakiej doznał w biegu na 100 m.
W 1963 zdobył srebrny medal mistrzostw nordyckich w dziesięcioboju z 6931 pkt. Dwa lata później na tych samych zawodach zwyciężył. W 1967 zdobył srebro mistrzostw nordyckich w wielobojach z wynikiem 7354 pkt. (z wiatrem).
W 1979 w Hanowerze zdobył trzy tytuły mistrza świata weteranów w kategorii powyżej 45 lat: w pięcioboju, skoku o tyczce oraz biegu na 110 metrów przez płotki.

## Śmierć i pogrzeb
Lekkoatleta zmarł 3 grudnia 2009 w domu opieki w Skógar. Pogrzeb odbył się 11 grudnia 2009.

## Życie prywatne
Był synem Ásty Júlíusdóttir (1900-1970) i Þorlákura Antona Þorkelssona (1897-1980). Miał sześcioro dzieci.

## Literatura dodatkowa
- Byrjaði í portinu heima hjá sér er hann las um Torfa. „Morgunblaðið”. 175/1956, s. 10, 1956-08-03. ISSN 1021-7266. OCLC 470615620. (isl.).
- Valbjörn Þorláksson. „Alþýðublaðið”. 162/1956, s. 4, 1956-07-20. OCLC 474592169. (isl.).